# Ліз Чейз
Ліз Чейз (26 квітня 1950 — 10 травня 2018) — зімбабвійська хокеїстка на траві.
Олімпійська чемпіонка 1980 року.